# Енн Кроуфорд
Енн Кроуфорд (англ. Anne Crawford; нар. 22 листопада 1920, Хайфа, Палестина, (нині Ізраїль) — пом. 17 жовтня 1956, Лондон, Англія, Велика Британія) — англійська акторка.
Померла 17 жовтня 1956 року в Лондоні (Англія, Велика Британія) від лейкемії за місяць до свого 36-річчя. Похована на кладовищі Кенсал-Грін у Лондоні.

## Фільмографія
- Тюрма без барок (1938)
- Вони пролетіли самотньо (1942)
- Мільйони, як ми (1943)
- Нічний загарбник (1943)
- Діамант Петрівль (1943)
- Темна вежа (1943)
- Заголовок (1944)
- Дві тисячі жінок (1944)
- Столітнє вікно (1944)
- Вони були сестрами (1945)
- Беделія (1946)
- Караван (1946)
- Майстер бандума (1947)
- Нічний бит (1947)
- Дочка Тьми (1948)
- Сліпа богиня (1948)
- Важко бути добрим (1948)
- Тоні малює коня (1950)
- Тріо (1950)
- Грім на горі, ака Бонавентура (1951)
- Лицарі круглого столу (1953)
- Вуличний куточок (1953)
- Божевільний про чоловіків (1954)